# Thereva inornata
Thereva inornata är en tvåvingeart som beskrevs av George Henry Verrall 1909. Thereva inornata ingår i släktet Thereva och familjen stilettflugor. Arten är reproducerande i Sverige. Inga underarter finns listade i Catalogue of Life.